# K2 (Alpen)
De K2 is een 3253 meter hoge berg in de Ötztaler Alpen in de Oostenrijkse deelstaat Tirol.
De berg ligt aan het einde van het Pitztal in de Kaunergrat. De top wordt meestal beklommen vanaf de Rifflsee via de gletsjer Mittlerer Löcherferner. Omdat de Pitztaler K2 een subtop is en beduidend kleiner dan zijn noordelijke buurtop, de Rostizkogel (3394 meter), wordt de berg op veel kaarten enkel als meetpunt, zonder naam vermeld. De naam van de berg is dan ook pas recentelijk ingeburgerd geraakt en in veel alpenverenigingsgidsen nog niet vermeld. De K2 dankt zijn naam aan de uiterlijke gelijkenis op de op een na hoogste berg ter wereld, de K2 in de Karakoram.